# Roger Delage
Roger Delage, né le 4 décembre 1922 à Vierzon et mort le 8 février 2001 à Strasbourg, est un altiste, chef d'orchestre et musicologue français. 

## Carrière
Au Conservatoire de Paris, il est élève de Maurice Vieux et premier prix en 1949 de la classe d’alto. Il suit aussi l’enseignement en histoire de la musique de Norbert Dufourcq et en musique de chambre, de Pierre Pasquier.
En 1954, il entre comme second altiste à l’Orchestre philharmonique de Strasbourg. 
En 1959, il fonde l'Orchestre du Collegium Musicum de Strasbourg avec lequel il réalise plusieurs enregistrements discographiques.
En 1968, il est professeur au conservatoire de Strasbourg.
En octobre 1976, les cinq séances de son cours d'interprétation sur Emmanuel Chabrier sont enregistrées et diffusées par France Musique.
Avant son trépas, Roger Delage participa à une rédaction importante du requiem de Gabriel Fauré, dirigée par Jean-Michel Nectoux. Il s'agit de l'édition critique de la version d'orchestre de chambre, complétée par le compositeur en 1893.
En 2000, il est lauréat du Prix des Muses pour sa biographie sur Emmanuel Chabrier (parue en 1999 chez Fayard).
Il meurt à Strasbourg le 8 février 2001 .

## Discographie
En tant que chef d'orchestre
- André Campra : Oratorio de Noël ; PS CXXV "in convertendo Dominus" ; motet à grand chœur et symphonie ; Edith Selig (en), Sopr. ; Éric Tappy, Tén. ; Jacques Herbillon, Bar. ; Marc Schaeffer, org. ; Ensemble vocal du Conservatoire, Strasbourg ; R. Gillot, chef de chœur ; Collegium musicum de Strasbourg ; Roger Delage, dir., Disques A Charlin, 1965[7]
- Concert au château des Rohan à Strasbourg / Schoenfeld, Harst, Brossard… [et al.], comp. ; Edith Selig, S ; Huguette Dreyfus, clav. ; Collegium musicum de Strasbourg ; Roger Delage, dir. Disques Erato – STU 70 324 (1966)[8]
- Une éducation manquée d'Emmanuel Chabrier, avec Mireille Delunsch (Gontran de Boismassif), Brigitte Desnoues (Hélène de La Cerisaie), S ; Jean-Louis Georgel, BAR (maître Pausanias) — Fisch-Ton-Kan d'Emmanuel Chabrier, avec Mireille Delunsch (Gougouly) ; Christian Mehn (Fisch-Ton-Kan) ; Francis Dudziak (Kakao), Jean-Louis Georgel (Poussah) — Vaucochard et Fils Ier d'Emmanuel Chabrier ; Brigitte Desnoues (Aglaé), Mireille Delunsch (Douyoudou), Jean-Louis Georgel (Médéric), Francis Dudziak (Vaucochard) ; Ensemble vocal et Florent Stroesser (chef de chœur), Orchestre du Collegium musicum de Strasbourg sous la direction de Roger Delage, CD Disques Arion P 2010.
- Wolfgang Amadeus Mozart, Sonates d'église par Georges Guillard (orgue), Collegium musicum de Strasbourg sous la direction de Roger Delage. Disques Arion.